# 亀城公園 (刈谷市)
亀城公園（きじょうこうえん）は、愛知県刈谷市城町1-1-1にある公園。公園分類は総合公園。名称は刈谷城の別名（亀城）に由来する。

## 歴史

### 戦前
天文2年（1553年）には水野忠政が刈谷城を築城した。1913年（大正2年）、碧海郡刈谷町（現・刈谷市）の士族会が木造平屋建ての十朋亭を建設した。
1936年（昭和11年）には刈谷町役場が刈谷城址を譲り受け、本丸と二の丸の一部を公園化した。1941年（昭和16年）に太平洋戦争が開戦すると、本丸の高台が高射砲陣地として使用されて荒地となっていた。

### 戦後
1971年（昭和46年）春には工費2000万円が投じられ、本丸跡にあたる高台一帯を回遊式日本庭園として整備した。
1971年（昭和46年）から1972年（昭和47年）には刈谷市名誉市民の石田退三（元トヨタ自動車社長）からの寄付により、老朽化が進行した十朋亭の改築が行われた。1971年（昭和46年）9月6日に解体工事に着工し、鉄筋コンクリート造3階建て、延床面積308m2の施設に建て替えた。
2010年代以降には隅櫓や石垣を復元する再整備計画がある。

## 特色
園内にはソメイヨシノが約650本植えられ、桜の名所となっている。3月下旬から4月上旬には桜まつりが開催され、5万人以上の花見客が訪れる。

## 施設
公園の周辺には刈谷市郷土資料館、刈谷市立亀城小学校、刈谷市城町図書館、刈谷市立刈谷幼稚園などの公共施設もある。
- 本丸跡
  - 十朋亭 - 1913年に木造の初代建物竣工。1972年（昭和47年）に鉄筋コンクリート造の2代目建物竣工。
  - 松本奎堂歌碑
  - 大野定碑
- 亀城公園運動広場
- 刈谷球場
- 刈谷市体育館
- 刈谷市歴史博物館 - 2019年（平成31年）3月24日開館。

## ギャラリー

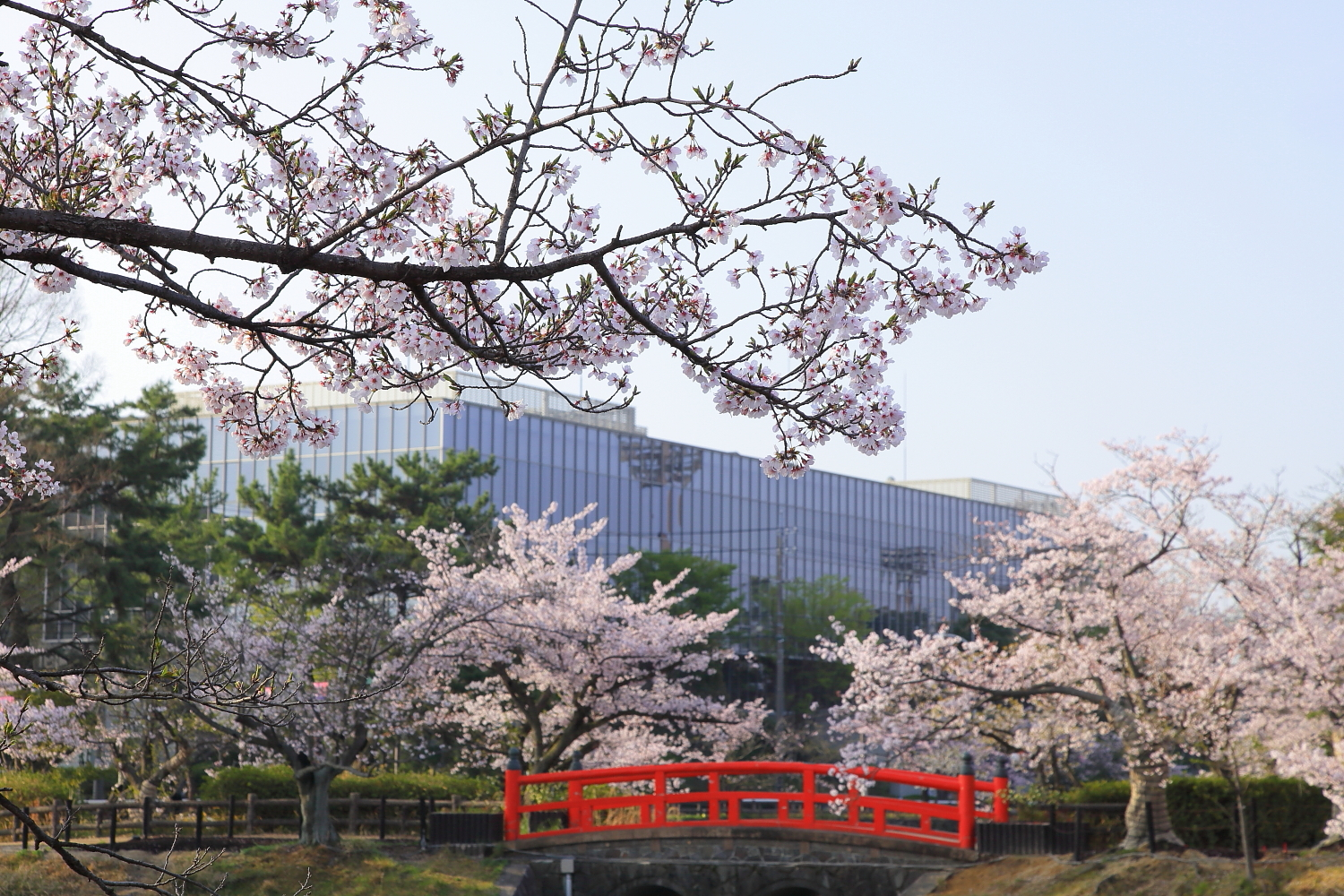
亀城公園の桜 （2011年4月）
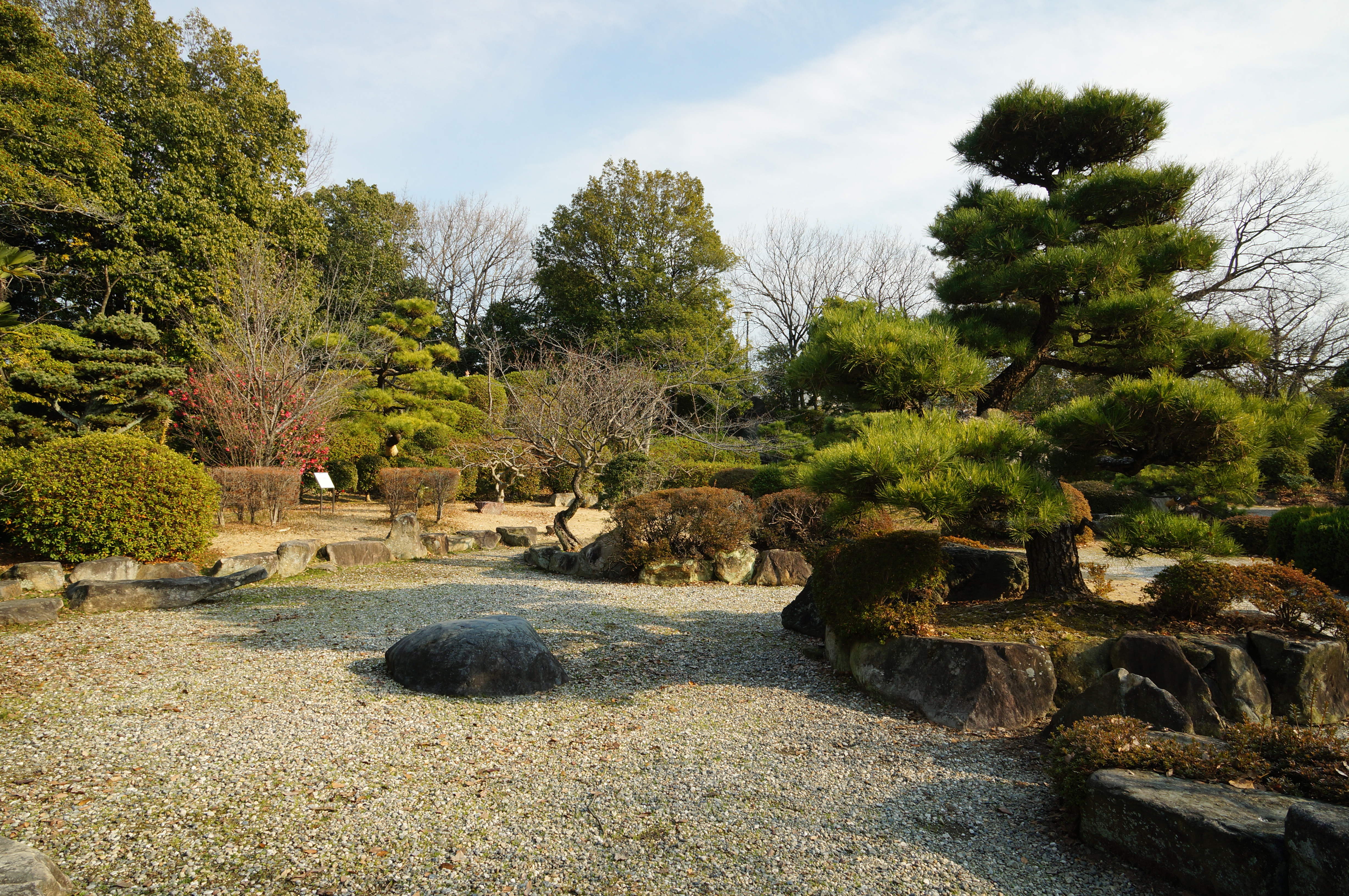
本丸跡の日本庭園 （2014年1月）
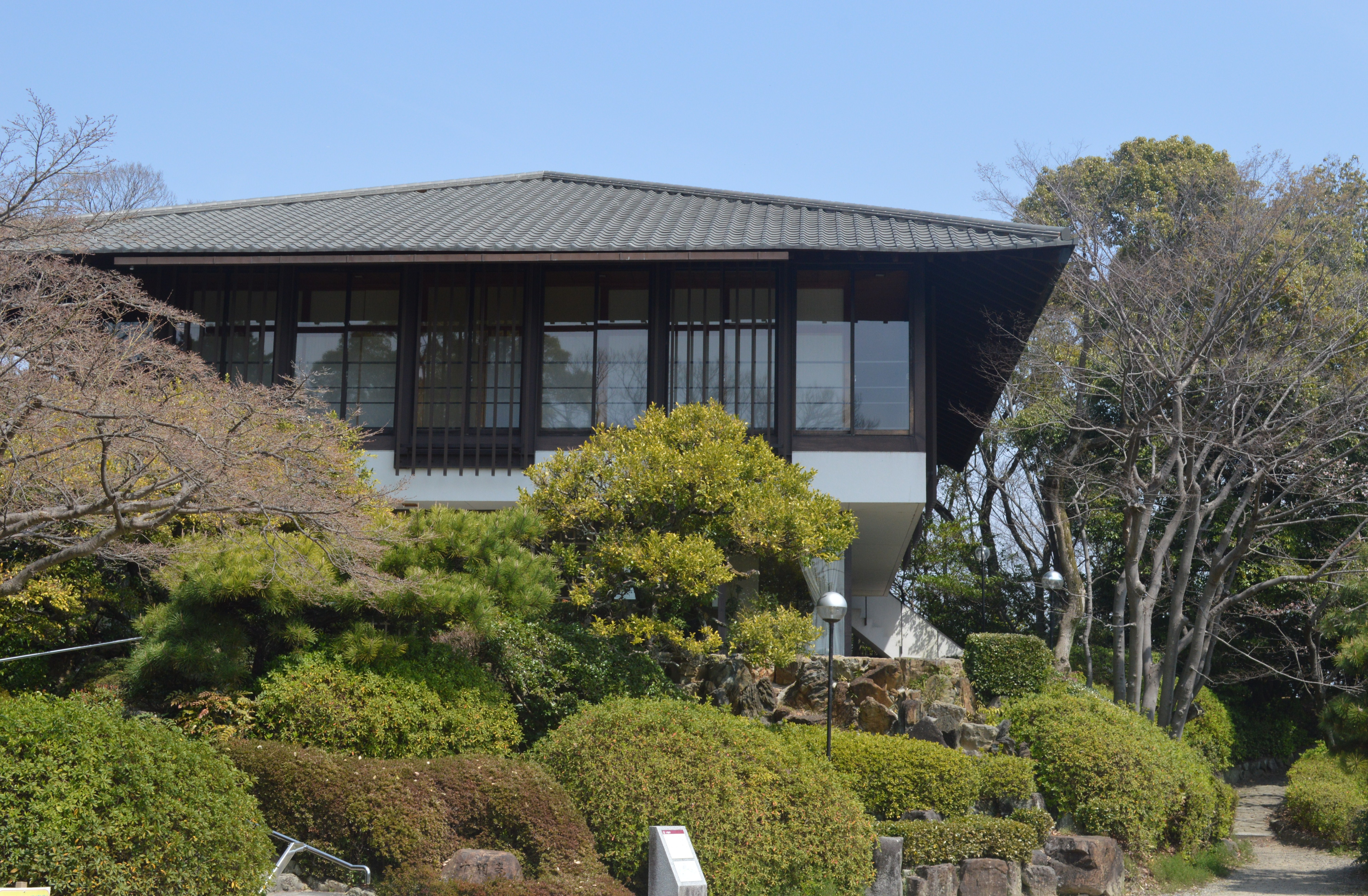
日本庭園と十朋亭 （2016年3月）
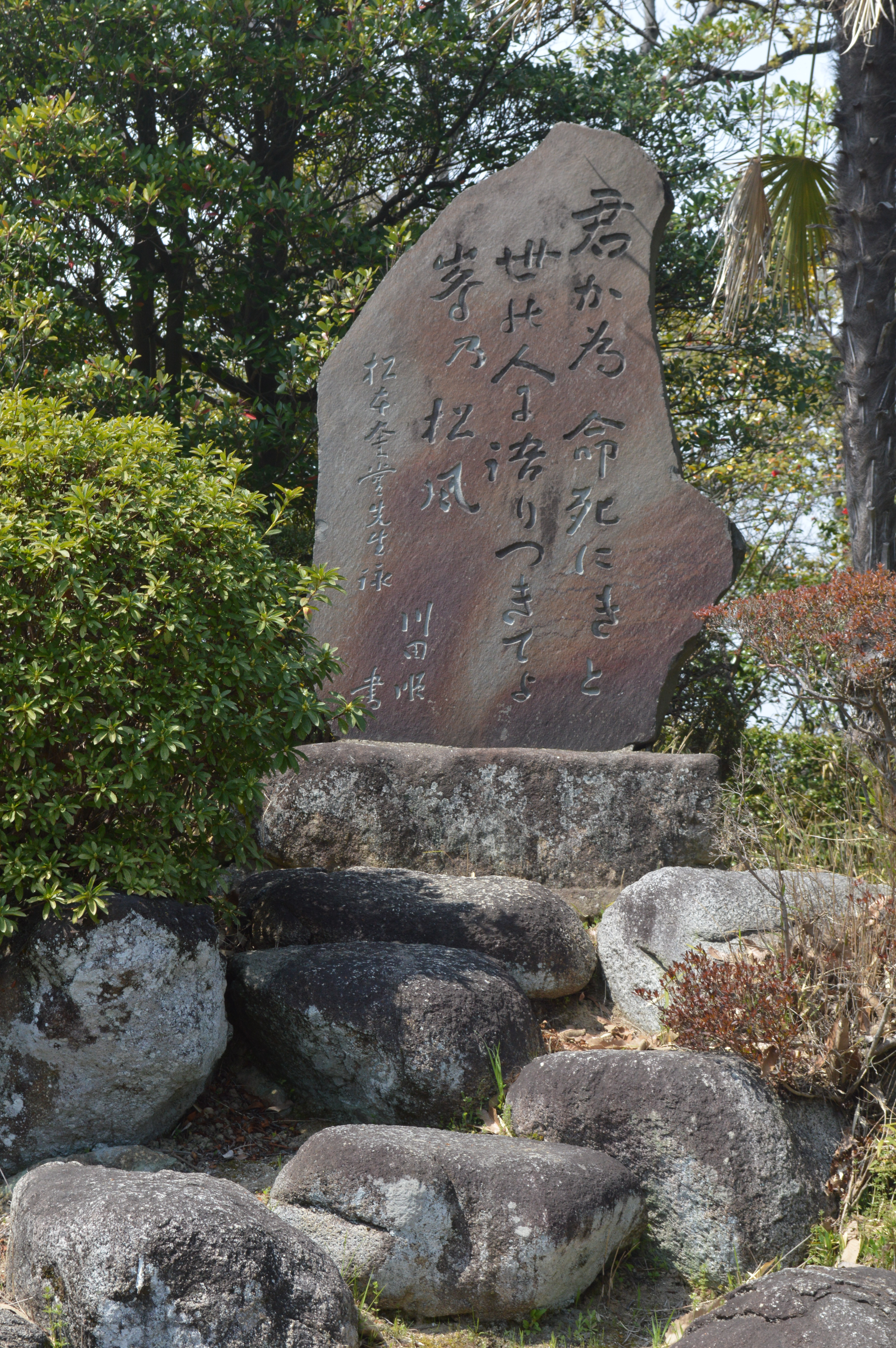
松本奎堂歌碑 （2016年3月）
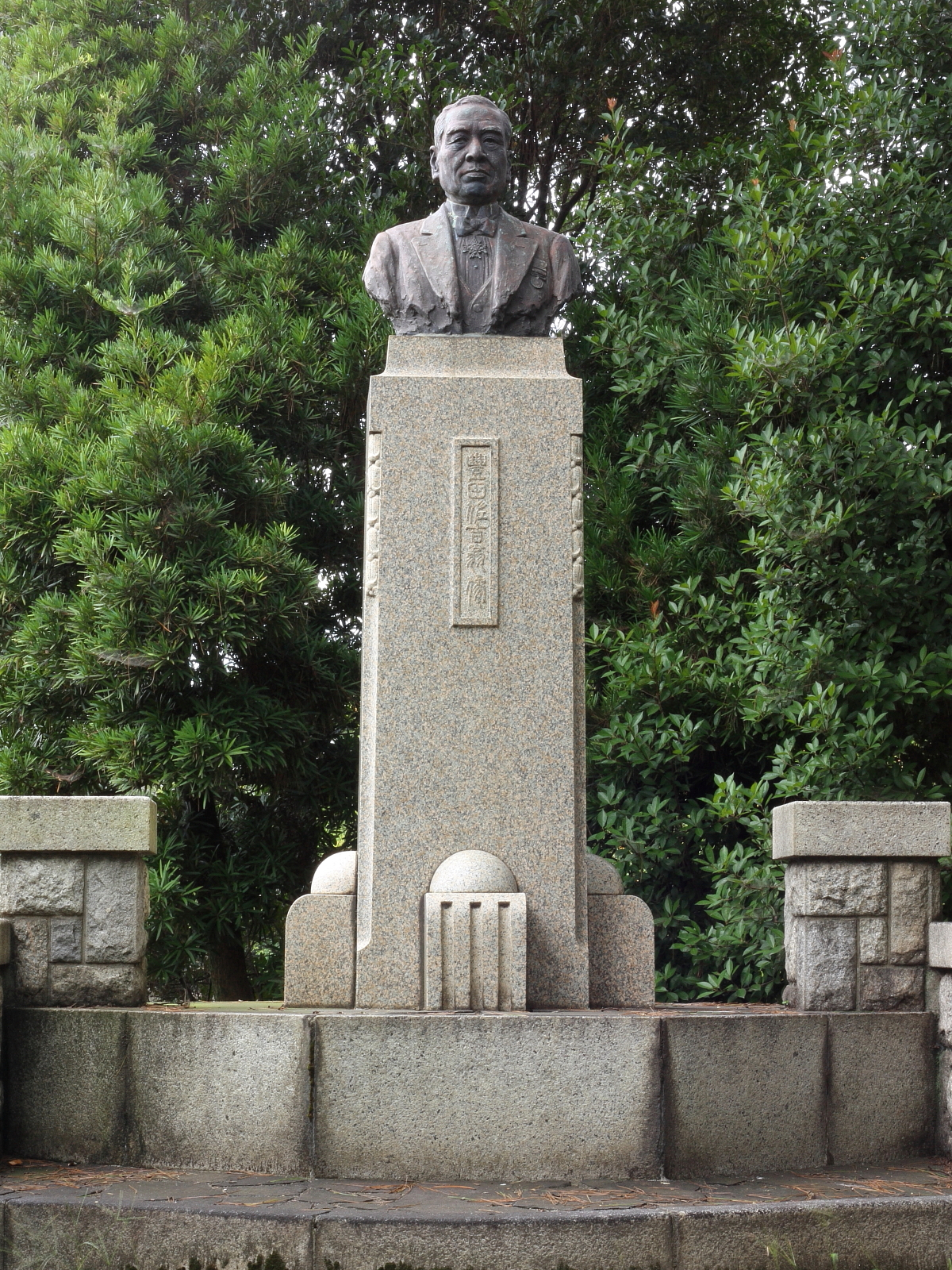
豊田佐吉翁像 （2009年8月）
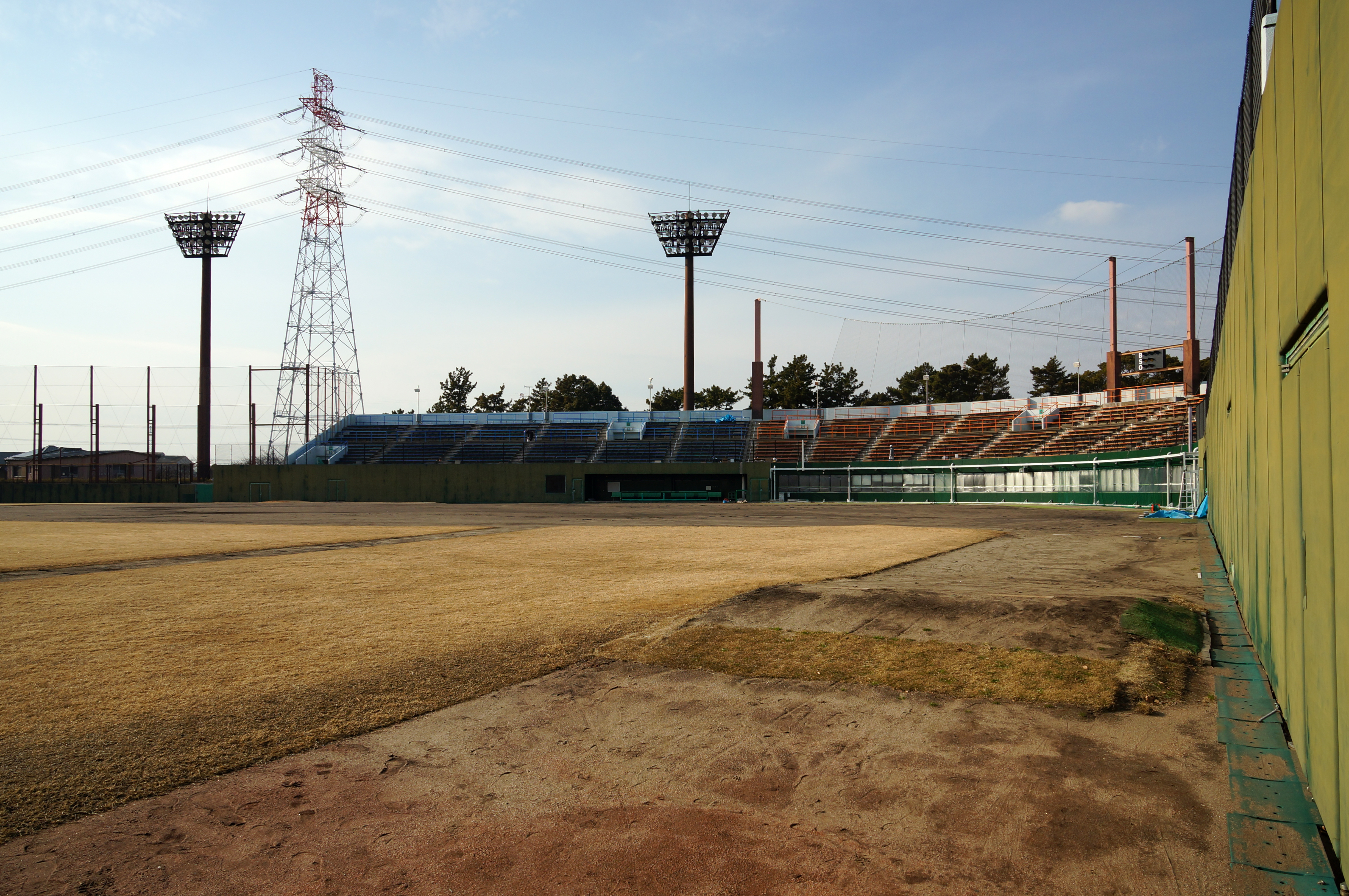
刈谷球場 （2014年1月）
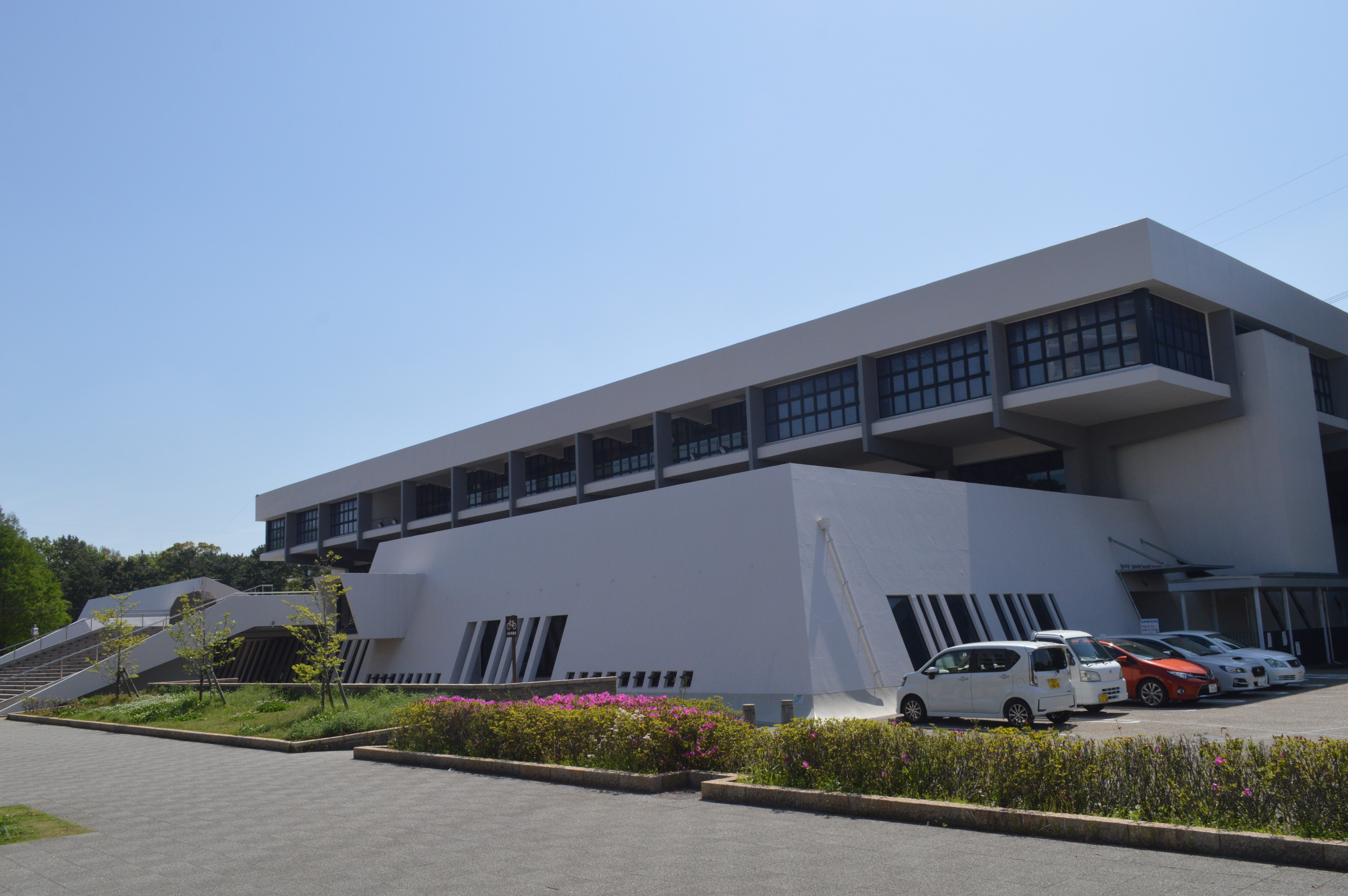
刈谷市体育館 （2019年5月）
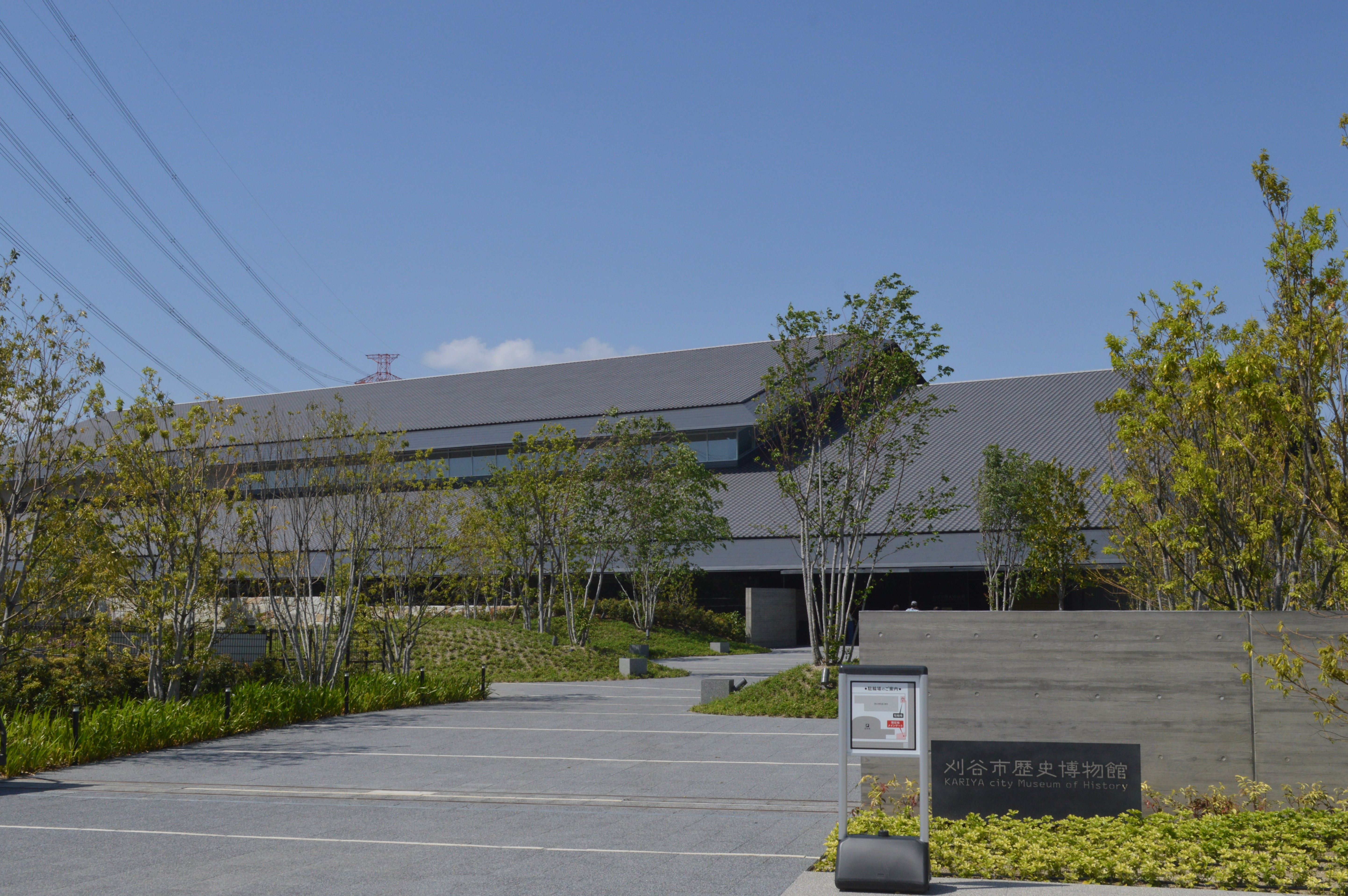
刈谷市歴史博物館 （2019年5月）

## 交通アクセス
- JR東海道本線 逢妻駅から徒歩で約15分。
- 名鉄三河線 刈谷市駅から徒歩で約15分。
- 刈谷市公共施設連絡バス小垣江線「体育館」バス停下車、徒歩ですぐ。